# Elezioni comunali in Sardegna del 2014
Le elezioni comunali in Sardegna del 2014 si tennero il 25 maggio (con ballottaggio l'8 giugno).

## Riepilogo Sindaci Eletti
| Provincia | Comune | Sindaco uscente | Sindaco uscente      | Sindaco eletto | Sindaco eletto        | Primo turno | Primo turno       | Secondo turno | Secondo turno | Seggi   |   |   |         |
| --------- | ------ | --------------- | -------------------- | -------------- | --------------------- | ----------- | ----------------- | ------------- | ------------- | ------- | - | - | ------- |
| Provincia | Comune | Sassari         | Sassari              |                | Gianfranco Ganau (PD) |             | Nicola Sanna (PD) | 43.833        | 65,29         | Seggi   | _ | _ | 24 / 34 |
| Alghero   |        | Sassari         | Antonello Scano (CP) |                | Mario Bruno (Ind.)    | 8.137       | 33,75             | 9.893         | 56,78         | 15 / 24 |   |   |         |

## Provincia di Sassari

### Alghero
| Candidati                              | Candidati              | II turno             | II turno         | I turno | I turno | Liste                     | Voti   | %     | Seggi |
| Candidati                              | Candidati              | Voti                 | %                | Voti    | %       | Liste                     | Voti   | %     | Seggi |
| -------------------------------------- | ---------------------- | -------------------- | ---------------- | ------- | ------- | ------------------------- | ------ | ----- | ----- |
|                                        | Mario Bruno ✔️ Sindaco | 9 893                | 56,78            | 8 137   | 33,75   | X Alghero - con Bruno     | 4 704  | 19,87 | 9     |
| Unione di Centro                       | Mario Bruno ✔️ Sindaco | 9 893                | 56,78            | 8 137   | 33,75   | 1 785                     | 7,54   | 3     |       |
| Unione Popolare Cristiana              | Mario Bruno ✔️ Sindaco | 9 893                | 56,78            | 8 137   | 33,75   | 974                       | 4,11   | 2     |       |
| Alghero in Comune - Sinistra Civica    | Mario Bruno ✔️ Sindaco | 9 893                | 56,78            | 8 137   | 33,75   | 877                       | 3,70   | 1     |       |
|                                        | Maria Grazia Salaris   | 7 531                | 43,22            | 7 144   | 29,63   | Forza Italia              | 4 660  | 19,68 | 3     |
| Nuovo Centrodestra                     | Maria Grazia Salaris   | 7 531                | 43,22            | 7 144   | 29,63   | 1 251                     | 5,28   | 1     |       |
| Partito Sardo d'Azione                 | Maria Grazia Salaris   | 7 531                | 43,22            | 7 144   | 29,63   | 996                       | 4,21   | –     |       |
| Fratelli d'Italia - Alleanza Nazionale | Maria Grazia Salaris   | 7 531                | 43,22            | 7 144   | 29,63   | 577                       | 2,44   | –     |       |
| Seggio di coalizione                   | Seggio di coalizione   | Seggio di coalizione | 43,22            | 7 144   | 29,63   | 1                         |        |       |       |
|                                        | Enrico Daga            | Enrico Daga          | Enrico Daga      | 3 592   | 14,90   | Partito Democratico       | 3 185  | 13,45 | 1     |
| Seggio di coalizione                   | Seggio di coalizione   | Seggio di coalizione | Enrico Daga      | 3 592   | 14,90   | 1                         |        |       |       |
|                                        | Graziano Porcu         | Graziano Porcu       | Graziano Porcu   | 3 224   | 13,37   | Movimento 5 Stelle        | 2 860  | 12,08 | 1     |
| Seggio di coalizione                   | Seggio di coalizione   | Seggio di coalizione | Graziano Porcu   | 3 224   | 13,37   | 1                         |        |       |       |
|                                        | Stefano Lubrano        | Stefano Lubrano      | Stefano Lubrano  | 1 029   | 4,27    | Patto Civico              | 804    | 3,40  | –     |
|                                        | Fiorella Tilloca       | Fiorella Tilloca     | Fiorella Tilloca | 981     | 4,07    | Sinistra Ecologia Libertà | 1 001  | 4,23  | –     |
| Totale                                 | Totale                 | 17 424               | 100              | 24 107  | 100     |                           | 23 674 | 100   | 24    |
|                                        |                        |                      |                  |         |         |                           |        |       |       |
| Fonte: Ministero dell'interno          |                        |                      |                  |         |         |                           |        |       |       |

### Sassari
|                                        | Nicola Sanna ✔️ Sindaco | 43 833                | 65,29 | Partito Democratico          | 19 205 | 29,14 | 13 |  |  |
| Sassari Bella Dentro                   | Nicola Sanna ✔️ Sindaco | 43 833                | 65,29 | 5 557                        | 8,43   | 3     |    |  |  |
| Ora Sì                                 | Nicola Sanna ✔️ Sindaco | 43 833                | 65,29 | 4 619                        | 7,01   | 3     |    |  |  |
| Unione Popolare Cristiana              | Nicola Sanna ✔️ Sindaco | 43 833                | 65,29 | 2 826                        | 4,29   | 1     |    |  |  |
| Partito dei Sardi                      | Nicola Sanna ✔️ Sindaco | 43 833                | 65,29 | 2 337                        | 3,55   | 1     |    |  |  |
| Sinistra Ecologia Libertà              | Nicola Sanna ✔️ Sindaco | 43 833                | 65,29 | 2 094                        | 3,18   | 1     |    |  |  |
| Centro Democratico                     | Nicola Sanna ✔️ Sindaco | 43 833                | 65,29 | 2 054                        | 3,12   | 1     |    |  |  |
| Italia dei Valori                      | Nicola Sanna ✔️ Sindaco | 43 833                | 65,29 | 1 552                        | 2,36   | 1     |    |  |  |
| Arbau - La Base                        | Nicola Sanna ✔️ Sindaco | 43 833                | 65,29 | 1 389                        | 2,11   | –     |    |  |  |
| Sinistra Sarda - RossoMori             | Nicola Sanna ✔️ Sindaco | 43 833                | 65,29 | 1 264                        | 1,92   | –     |    |  |  |
| Indipendentzia Repubrica de Sardigna   | Nicola Sanna ✔️ Sindaco | 43 833                | 65,29 | 587                          | 0,89   | –     |    |  |  |
| Libertà di Movimento                   | Nicola Sanna ✔️ Sindaco | 43 833                | 65,29 | 415                          | 0,63   | –     |    |  |  |
| Seggio del presidente                  | Seggio del presidente   | Seggio del presidente | 65,29 | 1                            |        |       |    |  |  |
|                                        | Rosanna Arru            | 8 776                 | 13,07 | Forza Italia                 | 5 140  | 7,80  | 2  |  |  |
| Sassari Progetto Comune                | Rosanna Arru            | 8 776                 | 13,07 | 2 200                        | 3,34   | 1     |    |  |  |
| Fratelli d'Italia - Alleanza Nazionale | Rosanna Arru            | 8 776                 | 13,07 | 1 088                        | 1,65   | –     |    |  |  |
| Seggio di coalizione                   | Seggio di coalizione    | Seggio di coalizione  | 13,07 | 1                            |        |       |    |  |  |
|                                        | Maurilio Murru          | 8 042                 | 11,98 | Movimento 5 Stelle           | 7 472  | 11,34 | 3  |  |  |
| Seggio di coalizione                   | Seggio di coalizione    | Seggio di coalizione  | 11,98 | 1                            |        |       |    |  |  |
|                                        | Nicola Lucchi           | 4 617                 | 6,88  | Sassari è                    | 1 704  | 2,59  | 1  |  |  |
| Riformatori Sardi                      | Nicola Lucchi           | 4 617                 | 6,88  | 1 605                        | 2,44   | –     |    |  |  |
| Unidos - Sassari che Lavora            | Nicola Lucchi           | 4 617                 | 6,88  | 1 041                        | 1,58   | –     |    |  |  |
| Seggio di coalizione                   | Seggio di coalizione    | Seggio di coalizione  | 6,88  | 1                            |        |       |    |  |  |
|                                        | Antonio Cardin          | 1 339                 | 1,99  | Partito Sardo d'Azione       | 1 286  | 1,95  | –  |  |  |
|                                        | Cristiano Sabino        | 531                   | 0,79  | Fronte Indipendentista Unidu | 467    | 0,71  | –  |  |  |
| Totale                                 | Totale                  | 67 138                | 100   |                              | 65 902 | 100   | 34 |  |  |
|                                        |                         |                       |       |                              |        |       |    |  |  |
| Fonte: Ministero dell'interno          |                         |                       |       |                              |        |       |    |  |  |